# Herb Brzeska
Herb Brzeska – jeden z symboli miasta Brzesko i gminy Brzesko w postaci herbu. Herb używany jest od czasów lokowania miasta w 1385.

## Wygląd i symbolika
Herb przedstawia na tarczy typu hiszpańskiego w polu czerwonym wspiętego białego gryfa o dziobie, języku, szponach i pazurach złotych. 

## Historia
Taki wzór herbu obowiązywał przez cały okres II RP i PRL. Herb zmieniono w drugiej połowie lat 90. XX wieku na gryfa w osiemnastowiecznym kartuszu uwieńczonym koroną. Całość zamknięta kręgiem mieszczącym nazwę miasta.

## Literatura
- W. Drelicharz, Z. Piech: Dawne i nowe herby Małopolski, Kraków 2004.
- W. Chorązki: Małopolska heraldyka. „Małopolska. Regiony-Regionalizmy-Małe Ojczyzny”, tom II, Kraków 2000.
- Andrzej Plewako, Józef Wanag Herbarz miast polskich, Wydawnictwo Arkady 1994, ISBN 83-213-3568-3, s. 19